# 昌义之
昌义之（？—523年），南朝梁将领。历阳郡乌江（今安徽和县东北）人。
南齐末为雍州刺史萧衍部属，跟随萧衍起兵，每战必捷。萧衍称帝，封永丰侯，累迁北徐州刺史，镇钟离（今安徽凤阳东北）。天监五年（506年），北魏中山王以十万兵围钟离，他率城中三千兵坚守，杀伤魏军万余。后得曹景宗、韦叡来救，大破魏军。他率轻兵追至洛口而还，以攻授军师将军，迁都督、南兖州刺史。一度免官，后复任左卫将军、北徐州刺史。平生不爱读书，所识不过十字。十五年,及居藩任，吏安之。改封營道縣侯。徵爲護軍將軍，卒於官。帝深痛惜之，諡曰烈。子寶景嗣。

## 延伸阅读
[在维基数据编辑]
 《梁書/卷18》，出自姚思廉《梁書》
 《南史·卷55》，出自李延壽《南史》